# Westeinde (Anna Paulowna)
Pour les articles homonymes, voir Westeinde.
Westeinde est un hameau de la commune néerlandaise de Hollands Kroon, dans la province de la Hollande-Septentrionale.
Le hameau est situé sur le Canal de la Hollande-Septentrionale

## Notes et références

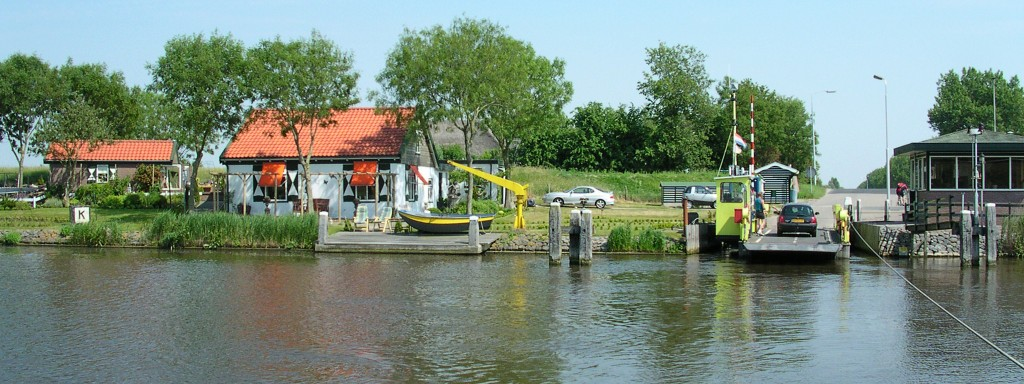
Bac sur le Canal de la Hollande-Septentrionale, à Westeinde